# 奧謝奇納

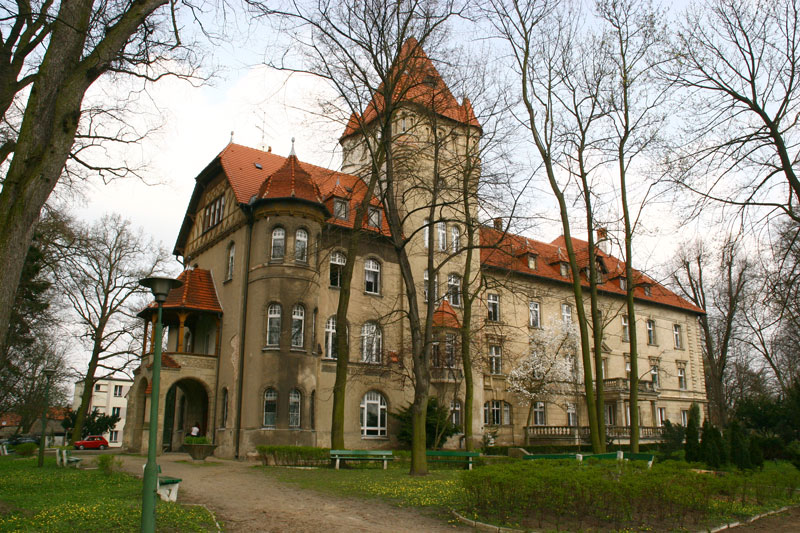

奧謝奇納是波蘭的城鎮，位於該國西部，由大波蘭省負責管轄，面積4.76平方公里，鎮上的基督教教堂建於1900年，2009年人口2,118，人口密度為每平方公里448人。
51°54′21″N 16°40′35″E / 51.90583°N 16.67639°E